# Cordylus
Cordylus é um gênero de lagartos africanos da família Cordylidae. Os lagartos dessa espécie possuem escamas pontiagudas, muitas vezes formando uma couraça que protege o corpo do animal. Eles são todos africanos e a maioria vive no chão e nas pedras, mas há também espécies arborícolas ou cavadoras de tocas. São também ovovivíparos e algumas espécies vivem em grupos. Assim como muitos tipos de lagartos, os cordilos podem ser criados em cativeiro.

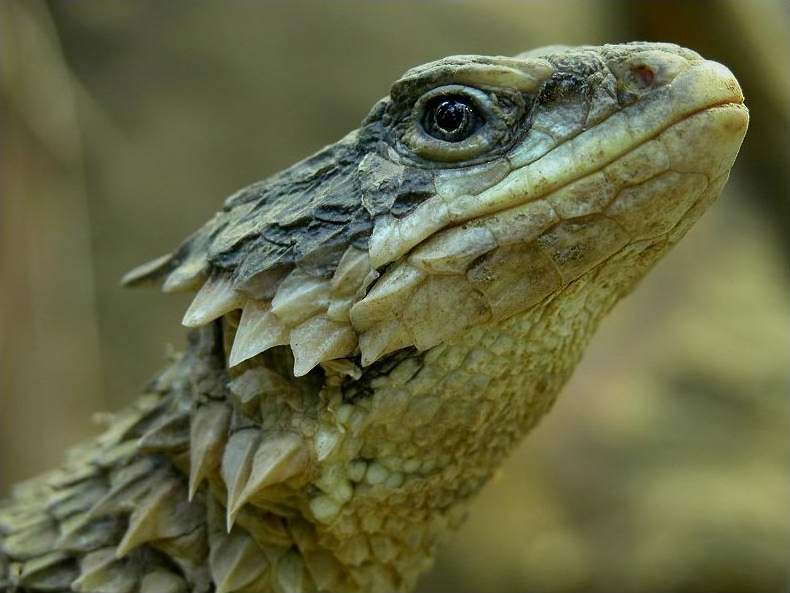
Cordylus giganteus

## Espécies
- Cordylus angolensis (Bocage, 1895)
- Cordylus aridus Mouton & van Wyk, 1994
- Cordylus beraduccii Broadley & Branch, 2002
- Cordylus cloetei Mouton & van Wyk, 1994
- Cordylus cordylus (Linnaeus, 1758)
- Cordylus imkeae Mouton & van Wyk, 1994
- Cordylus jonesii (Boulenger, 1891)
- Cordylus machadoi Laurent, 1964
- Cordylus macropholis (Boulenger, 1910)
- Cordylus marunguensis Greenbaum et al., 2012
- Cordylus mclachlani Mouton, 1986
- Cordylus meculae Branch, Rödel & Marais, 2005
- Cordylus minor V. FitzSimons, 1943
- Cordylus namakuiyus Stanley, Ceriaco, Bandeira, Valerio, Bates, & Branch, 2016
- Cordylus niger Cuvier, 1829
- Cordylus nyikae Broadley & Mouton, 2000
- Cordylus oelofseni Mouton & van Wyk, 1990
- Cordylus phonolithos  Marques, Ceriaco, Stanley, Bandeira, Agarwal, & Bauer, 2019
- Cordylus rhodesianus (Hewitt, 1933)
- Cordylus rivae (Boulenger, 1896)
- Cordylus tropidosternum (Cope, 1869)
- Cordylus ukingensis (Loveridge, 1932)
- Cordylus vittifer (Reichenow, 1887)